# スティーブン・レベンクロン
スティーブン・レベンクロン（Steven Levenkron、1941年 - ）は思春期やせ症（現在で言う拒食症）と自傷行為の研究者である臨床心理学者。小説家でもある。
1974年から、周囲の反対を押し切りニューヨークで思春期やせ症患者の心理療法の診療所を開業した。1976年からは自傷者に関しても診療を初めカッティング（cutting）という症状を提唱した。1981年に1年間カレン・カーペンターを治療したが、結局救う事はできなかった。
小説としての処女作『鏡の中の少女』（1978年）が世界的ベストセラーとなり注目を集め、「鏡の中の孤独」、「自傷する少女」も世界的ベストセラーとなった。また、ノンフィクション作品である「CUTTING リストカットする少女たち」も高い評価を受けた。

## カレン・カーペンターの治療
レベンクロンはカーペンターにショック療法を試みた。カーペンターに「この既成水着で一番サイズの小さいものを着たまま鏡に映った自分を見なさい」と言ったが、当時身長163cmに対して体重が35kgしかなく痩せこけて骨と皮だけであったカーペンターの姿を見て、レベンクロンと彼を紹介したカーペンターの親友のイーチー・ラモンはただ驚愕しているのに対し、カーペンターは鏡に映った自身の姿を見て平然と「また太ったみたい」と話し、レベンクロンは一般的な拒食症患者よりもカーペンターの場合は遥かに深刻な状態だと判断した。
カーペンターの信頼を得て話を聞き込めるようになると、カーペンターが1日に90錠の便秘薬を服用し、甲状腺ホルモン薬を乱用していると聞いてレベンクロンは耳を疑った。彼でさえもカーペンターほどの患者は当時初めて目にする重症例であった。レベンクロンは「このままでは一瞬で早死にすることも有り得る」と忠告し、ショックを受けたカーペンターはようやく全ての薬をやめると約束し、週5回の通院を始めた。だが実はカーペンターは病気を治すと嘘をつき、この機会さえも「もっと痩せる」という目的に利用したのであった。本来車でなければ行けないほど遠い病院までの道のりをカロリー消費のためのウォーキングコースにしたのである。
数ヶ月経過しても体重が35kgで低止まりであったためレベンクロンはついに静脈注射で直接栄養を注入し、カーペンターの体重はわずか数日で40kgまで増え、食欲が戻ったカーペンターは1日3食食べるようになった。その後体重は治療から2ヶ月で13kg増えたが、結果的にこれがリフィーディング症候群の原因となってカーペンターは死去した。

## 著書
- 『鏡の中の少女』（訳：菊池幸子/森川那智子）ISBN 4-08-760128-5
- 『鏡の中の孤独』（訳：杵渕幸子/森川那智子）ISBN 4-08-760209-5
- 『自傷する少女』（訳：杵渕幸子/森川那智子）ISBN 4-08-760361-X
- 『CUTTING リストカットする少女たち』ISBN 4-08-760479-9